# Die Leningrad Cowboys treffen Moses
Die Leningrad Cowboys treffen Moses (engl. Leningrad Cowboys Meet Moses) ist eine Komödie des finnischen Regisseurs Aki Kaurismäki aus dem Jahr 1994. Sie ist die Fortsetzung des Films Leningrad Cowboys Go America.

## Handlung
Die osteuropäische Band Leningrad Cowboys, die einst ihr Heil in Mexiko fand und dort jahrelang Erfolge feierte, ist finanziell am Ende. Während eines Auftritts in New York begegnen sie ihrem ehemaligen, despotischen Manager Vladimir, der sich nun Moses nennt und sogleich wieder das Kommando übernimmt. Unter seiner Leitung soll es zurück in die Heimat gehen. Da Moses vor der Abreise aus den USA die Nase der Freiheitsstatue gestohlen hat, werden die Leningrad Cowboys auf ihrer chaotischen Heimreise von einem Agenten des amerikanischen Geheimdienstes verfolgt.

## Kritik
„Fader zweiter Aufguß einer dünnen Geschichte, deren spärliche Höhepunkte in der Fotografie und den schrägen musikalischen Darbietungen liegen.“

## Hintergründe
Die in Leningrad Cowboys Go America noch fiktive und von Aki Kaurismäki erfundene Band, deren Darsteller ihre Filmrollen zum Vorbild nahmen, eine real existierende Gruppe unter gleichem Namen zu gründen, waren 1994 beim Dreh von Leningrad Cowboys Meet Moses bereits eine bekannte und zahlenmäßig stark angewachsene Bigband, hatten in der Zwischenzeit vier Alben veröffentlicht und mit Aki Kaurismäki 1992 zwei Musikvideos gedreht.